# Galeàspids
Els galeàspids (Galeaspida) són una classe extinta de peixos àgnats que van viure tant en aigua dolça com en el mar des del Silurià mitjà al Devonià inferior (430 a 370 milions d'anys enrere). Els seus fòssils s'han trobat a la Xina i el Vietnam.

## Característiques
La seva morfologia és superficialment més similar a la dels heterostracis que a la dels osteostracis, ja que no existeixen proves que els galeàspids tinguessin aletes paris. No obstant això, es consideren més relacionats amb els osteostracis, ja que la morfologia de l'escut cefàlic és més similar a la d'aquests. El cos estava cobert per diminutes escates ordenades en files obliqües i solament posseïen altea cabal.
Els galeàspids tenien una gran obertura en la superfície dorsal de l'escut cefàlic que connectava amb la faringe i amb la càmera branquial, que tal vegada servia tant com a òrgan olfactori com d'entrada de l'aigua oxigenada, com el conducte nasofaríngeo dels actuals mixins.